# به سارایوو خوش آمدید
به سارایوو خوش آمدید (به انگلیسی: Welcome to Sarajevo) فیلمی محصول سال ۱۹۹۷ و به کارگردانی مایکل وینترباتم است. در این فیلم بازیگرانی همچون استیون دیلین، وودی هرلسون، مریسا تومی، امیرا نوسویچ، کری فاکس، گوران ویسنجیک، جیمز نسبیت، امیلی لوید، جولیت آبری و لابینا میتوسکا ایفای نقش کرده‌اند.